# Gastón Merlo
Sebastián Gastón Merlo (sinh ngày 26 tháng 1 năm 1985), tên tiếng Việt là Đỗ Merlo, là một cầu thủ bóng đá chuyên nghiệp người Argentina nhập quốc tịch Việt Nam. Anh là một trong những cầu thủ xuất sắc nhất trong lịch sử V.League với kỷ lục 4 lần đoạt danh hiệu vua phá lưới vào các năm 2009, 2010, 2011 và 2016.

## Sự nghiệp thi đấu

### SHB Đà Nẵng

#### 2012
Đầu mùa giải V-League 2012 Merlo chơi khá hay và liên tục dẫn dầu danh sách ghi bàn. Gần cuối mùa giải anh gặp phải chấn thương và phải nghỉ thi đấu hết mùa, để lỡ danh hiệu vua phá lưới vào tay của tiền đạo Timothy Anjembe.

#### 2013
Mùa giải 2013, tưởng rằng anh sẽ rời khỏi Việt Nam vì SHB Đà Nẵng là một trong những đội bóng đang bị khủng hoảng kinh tế. Thế nhưng SHB Đà Nẵng vẫn ký hợp đồng 1 năm với Merlo.

#### 2016
Từ năm 2016, Gastón Merlo quay trở lại SHB Đà Nẵng.
Tháng 6 năm 2017, Gastón Merlo đã được nhập quốc tịch Việt Nam, lấy tên Việt là Đỗ Merlo.

### Ferro Carril Oeste
Năm 2015, anh trở lại Argentina để thi đấu cho đội bóng cũ. Ở đây, anh ghi được 10 bàn sau 18 trận đấu.

### Nam Định
Kết thúc mùa giải 2019, Merlo chia tay câu lạc bộ bóng đá SHB Đà Nẵng. Theo một số nguồn tin tức cho hay anh sẽ chuyển đến thi đấu cho câu lạc bộ mới lên hạng tại V.League 1 là Hồng Lĩnh Hà Tĩnh. Nhưng cuối cùng anh lại quyết định đầu quân thi đấu cho Dược Nam Hà Nam Định. Tuy tuổi tác đã cao và cũng không còn ở thời kỳ đỉnh cao phong độ nhưng anh vẫn tiếp tục chứng tỏ khả năng ghi bàn đẳng cấp của mình. Tại vòng 3 của giải vô địch quốc gia V.League 1, Merlo đã lập cho mình cú đúp (trong đó có 1 bàn thắng được ghi bằng cú đánh đầu) giúp cho Dược Nam Hà Nam Định giành thắng lợi 3-0 trước Sông Lam Nghệ An trên sân nhà Thiên Trường.
Hiện tại, Merlo vẫn đang tiếp tục đứng trong top những chân sút ngoại ghi được nhiều bàn thắng nhất tại V.League 1 2020 với 5 bàn ghi được trong 8 vòng đấu đã qua.

### Sài Gòn
Tháng 11 năm 2020, Đỗ Merlo đầu quân cho câu lạc bộ bóng đá Sài Gòn theo hợp đồng một năm. Ngày 17 tháng 1 năm 2021, anh ghi bàn thắng đầu tiên cho Sài Gòn trong trận thắng 1–0 trước Hoàng Anh Gia Lai ngay tại vòng đấu mở màn V.League 2021.
Ngày 3 tháng 9 năm 2022, anh ghi bàn thắng quan trọng ở phút bù giờ cuối cùng giúp cho Sài Gòn cầm hoà thành công Hoàng Anh Gia Lai để nuôi hy vọng trụ hạng.
Ngày 23 tháng 1 năm 2023, Đỗ Merlo đã nói lời chia tay bóng đá Việt Nam sau 13 năm cống hiến để trở về quê nhà Argentina.

## Thống kê sự nghiệp
Tính đến 14 tháng 9 năm 2019
| Câu lạc bộ         | Mùa giải       | Giải đấu           | Giải đấu | Giải đấu | Cúp quốc gia | Cúp quốc gia | Châu lục | Châu lục | Khác | Khác | Tổng cộng | Tổng cộng |
| Câu lạc bộ         | Mùa giải       | Hạng               | Trận     | Bàn      | Trận         | Bàn          | Trận     | Bàn      | Trận | Bàn  | Trận      | Bàn       |
| ------------------ | -------------- | ------------------ | -------- | -------- | ------------ | ------------ | -------- | -------- | ---- | ---- | --------- | --------- |
| Ferro Carril Oeste | 2005–06        | Primera B Nacional | 4        | 0        | —            | —            | —        | —        | —    | —    | 4         | 0         |
| Ferro Carril Oeste | 2006–07        | Primera B Nacional | 6        | 4        | —            | —            | —        | —        | —    | —    | 6         | 4         |
| Ferro Carril Oeste | 2007–08        | Primera B Nacional | 17       | 10       | —            | —            | —        | —        | —    | —    | 17        | 10        |
| Ferro Carril Oeste | 2008–09        | Primera B Nacional | 33       | 22       | —            | —            | —        | —        | —    | —    | 33        | 22        |
| Ferro Carril Oeste | Tổng cộng      | Tổng cộng          | 60       | 36       | —            | —            | —        | —        | —    | —    | 60        | 36        |
| SHB Đà Nẵng        | 2009           | V.League 1         | 18       | 15       | —            | —            | —        | —        | —    | —    | 18        | 15        |
| SHB Đà Nẵng        | 2010           | V.League 1         | 21       | 19       | —            | —            | 7        | 9        | —    | —    | 28        | 28        |
| SHB Đà Nẵng        | 2011           | V.League 1         | 24       | 22       | —            | —            | —        | —        | —    | —    | 24        | 22        |
| SHB Đà Nẵng        | 2012           | V.League 1         | 17       | 16       | —            | —            | —        | —        | —    | —    | 17        | 16        |
| SHB Đà Nẵng        | 2013           | V.League 1         | 21       | 11       | —            | —            | 6        | 6        | —    | —    | 27        | 17        |
| SHB Đà Nẵng        | 2014           | V.League 1         | 4        | 2        | —            | —            | —        | —        | —    | —    | 4         | 2         |
| SHB Đà Nẵng        | Tổng cộng      | Tổng cộng          | 105      | 85       | —            | —            | 13       | 15       | —    | —    | 118       | 100       |
| Ferro Carril Oeste | 2015           | Torneo Federal A   | 18       | 10       | —            | —            | —        | —        | —    | —    | 18        | 10        |
| Ferro Carril Oeste | Tổng cộng      | Tổng cộng          | 18       | 10       | —            | —            | —        | —        | —    | —    | 18        | 10        |
| SHB Đà Nẵng        | 2016           | V.League 1         | 24       | 24       | –            | –            | –        | –        | –    | –    | 24        | 24        |
| SHB Đà Nẵng        | 2017           | V.League 1         | 11       | 6        | –            | –            | –        | –        | –    | –    | 11        | 6         |
| SHB Đà Nẵng        | 2018           | V.League 1         | 14       | 5        | –            | –            | –        | –        | –    | –    | 14        | 5         |
| SHB Đà Nẵng        | 2019           | V.League 1         | 22       | 11       | –            | –            | –        | –        | –    | –    | 22        | 11        |
| SHB Đà Nẵng        | Tổng cộng      | Tổng cộng          | 69       | 48       | –            | –            | –        | –        | –    | –    | 69        | 48        |
| Tổng sự nghiệp     | Tổng sự nghiệp | Tổng sự nghiệp     | 263      | 179      | –            | –            | 13       | 5        | –    | –    | 247       | 194       |